# Ismaridae
Ismaridae (лат.) — семейство паразитических наездников надсемейства Diaprioidea (или Proctotrupoidea) подотряда стебельчатобрюхие отряда перепончатокрылые насекомые.
Ранее рассматривались как подсемейство Ismarinae в составе семейства Diapriidae.

## Распространение
Встречаются повсеместно. В Палеарктике 13 видов, в Авротропике 15 видов.

## Описание
Мелкие наездники. Длина тела около 3 мм (от 1,5 до 3,5 мм). Основная окраска тёмная, буровато-чёрная, редко жёлтая. Нотаули редуцированные. Тело гладкое, блестящее. Усики 15-члениковые у самок (14 у самцов). Формула щупиков 4–3 или 5–3.

## Биология
Паразитируют в цистах ос-дриинид (Dryinidae).

## Палеонтология
Из эоценовых балтийского и ровенского янтаря описан ископаемый род Lubomirus с двумя видами..

## Классификация
Более 40 видов и два или один род. Ранее Ismaridae рассматривались как подсемейство Ismarinae в составе семейства Diapriidae
- Ismarus Haliday, 1835
- Szelenyioprioides Szabo, 1974 (или синоним рода Spilomicrus, Spilomicrus amedialis (Szabo, 1974))[6]

### Виды Палеарктики
Вид Ismarus abdominalis Marshall, 1874 признан nomen nudum.
- Ismarus apicalis  Kolyada & Chemyreva, 2016 — Франция, Китай, Япония, Южная Корея
- Ismarus brevis  Kim & Lee, 2018 — Дальний Восток (Россия), Южная Корея
- Ismarus campanulatus (Herrich-Schäffer, 1840)
- Ismarus distinctus  Kim, Notton & Ødegaard, 2018 — Норвегия, Великобритания
- Ismarus dorsiger (Haliday, 1831) — Россия, Франция, Черногория, Норвегия, Швейцария, Южная Корея
- Ismarus excavatus  Kim & Lee, 2018 — Китай, Южная Корея, Япония
- Ismarus flavicornis (Thomson, 1858) — Европа, Россия, Канада, США
- Ismarus grandis  Alekseev, 1978 — Дальний Восток (Россия), Южная Корея, Япония
- Ismarus halidayi Förster, 1850 — Европа, Россия, Грузия, Азербайджан, Япония, Южная Корея, Китай, Монголия, Канада
- Ismarus longicornis (Thomson, 1859)
- Ismarus moravicus Oglobin, 1925
- Ismarus multiporus  Kolyada & Chemyreva — Дальний Восток (Россия), Южная Корея, Япония
- Ismarus rugulosus  Förster, 1850 — Австрия, Россия, Средняя Азия, Канада, США
- Ismarus similis  Kim, Notton & Lee, 2018 — Великобритания
- Ismarus spinalis  Kolyada & Chemyreva, 2016 — Дальний Восток (Россия), Казахстан, Китай, Южная Корея, Япония
- Ismarus tripotini  Kim & Lee, 2018 — Южная Корея

### Африка
- Ismarus africanus  Kim, Copeland & Notton, 2018 — Камерун, Кения, Малави, ЮАР
- Ismarus apertus  Kim, Copeland & Notton, 2018 — Кения
- Ismarus bicolor  Kim, Copeland & Notton, 2018 — Камерун, Кения
- Ismarus goodrichi  Kim, Copeland & Notton, 2018 — Кения
- Ismarus halidayi Förster — ЮАР, Неарктика, Палеарктика, Юго-Восточная Азия
- Ismarus kakamegensis  Kim, Copeland & Notton, 2018 — Кения
- Ismarus kenyensis  Kim, Copeland & Notton, 2018 — Кения
- Ismarus laevigatus  Kim, Copeland & Notton, 2018 — ЮАР
- Ismarus madagascariensis  Kim, Copeland & Notton, 2018 — Мадагаскар
- Ismarus minutus  Kim, Copeland & Notton, 2018 — Кения, Малави, Зимбабве
- Ismarus nigrofasciatus  Kim, Copeland & Notton, 2018 — Малави, Уганда
- Ismarus notaulicus  Kim, Copeland & Notton, 2018 — Кения
- Ismarus rawlinsi  Kim, Copeland & Notton, 2018 — Кения, Малави
- Ismarus steineri  Kim, Copeland & Notton, 2018 — Мадагаскар
- Ismarus watshami  Kim, Copeland & Notton, 2018 — Ботсвана, Малави, ЮАР, Зимбабве